# Seznam rakousko-uherských velvyslanců v Itálii
Po sloučení italských států do jednotného Italského království (1861) bylo diplomatické zastoupení Rakouského císařství zřízeno v Římě až v roce 1866 po prusko-rakouské válce. Zastupitelský úřad byl na velvyslanectví povýšen až v roce 1877. K ukončení diplomatických styků došlo za první světové války v roce 1915, kdy se Itálie připojila k Trojdohodě. 

## Seznam velvyslanců Rakouska-Uherska v Italském království
| Jméno (životní data)                                    | Foto | Nástup do funkce  | Konec funkce      |
| ------------------------------------------------------- | ---- | ----------------- | ----------------- |
| Alois baron Kübeck von Kübau (1818–1873)                |      | 16. prosince 1866 | 20. prosince 1871 |
| Felix hrabě von Wimpffen (1827–1882)                    |      | 20. prosince 1871 | 5. července 1876  |
| Heinrich Karl baron von Haymerle (1828–1881)            |      | 14. ledna 1877    | 8. října 1879     |
| Felix hrabě von Wimpffen (1827–1882)                    |      | 8. prosince 1879  | 5. května 1882    |
| Emanuel hrabě Ludolf (1823–1898)                        |      | 25. května 1882   | 9. října 1886     |
| Karl Ludwig baron von Bruck (1830–1902)                 |      | 7. prosince 1886  | 7. října 1895     |
| Marius baron Pasetti-Angeli von Friedenburf (1841–1813) |      | 7. října 1895     | 7. března 1904    |
| Jindřich hrabě Lützow (1852–1935)                       |      | 7. března 1904    | 4. března 1910    |
| Kajetan Mérey (1861–1931)                               |      | 4. března 1910    | 23. května 1915   |